# Котора еквадорський
Котора еквадорський (Pyrrhura orcesi) — вид папугоподібних птахів родини папугових (Psittacidae). Ендемік Еквадору. Вид названий на честь еквадорського зоолога Густаво Оркеса.

## Опис
Довжина птаха становить 22 см, вага 65-75 г. Забарвлення переважно зелене. У самців лоб і обличчя червоні. Края крил і кінчик хвоста червоні, махові пера синюваті. Верхня частина грудей і шия з боків сірі, на животі тьмяно-червона пляма. Гузка червонувата. Очі темно-карі, навколо очей плями білуватої голої шкіри. Лапи темно-сірі, дзьоб роговий.

## Поширення і екологія
Еквадорські котори мешкають на західних схилах Західного хребта Еквадорських Анд, в провінціях Ель-Оро і Асуай. Вони живуть у вологих і хмарних тропічних лісах. Зустрічаються зграйками по 4-15 птахів, на висоті від 300 до 1800 м над рівнем моря, переважно на висоті від 800 до 1300 м над рівнем моря. Іноді утворюють зграї до 60 птахів. Живляться плодами, зокрема фікусами, плодами і квітками Cecropia. Сезон розмноження триває з листопада по березень. Еквадорські котори гніздяться в дуплах дерев. Їм притаманне колективне гніздування, коли парі, що гнізиться, допомагає до 6 птахів-помічників.

## Збереження
МСОП класифікує цей вид як такий, що перебуває під загрозою зникнення. За оцінками дослідників, популяція еквадорських котор становить від 350 до 1500 дорослих птахів, з яких майже половина мешкає в заповіднику Буенавентура. Їм загрожує знищення природного середовища.